# Södertörns polismästardistrikt
Södertörns polismästardistrikt var ett av Stockholms läns åtta polismästardistrikt. Distriktet bestod geografiskt av Botkyrka kommun, Haninge kommun, Huddinge kommun, och Nynäshamns kommun.
Huvudpolisstationen är belägen i Flemingsberg, därutöver finns andra polisstationer.
Vid polisens omorganisation uppgick distriktet från 1 januari 2015 i Polisområde Stockholm Syd inom Polisregion Stockholm.